# Maryport
Maryport är en stad och en civil parish i Cumbria i England. Orten har 11 275 invånare (2001).